# ドメーヌ・ド・マリー教会

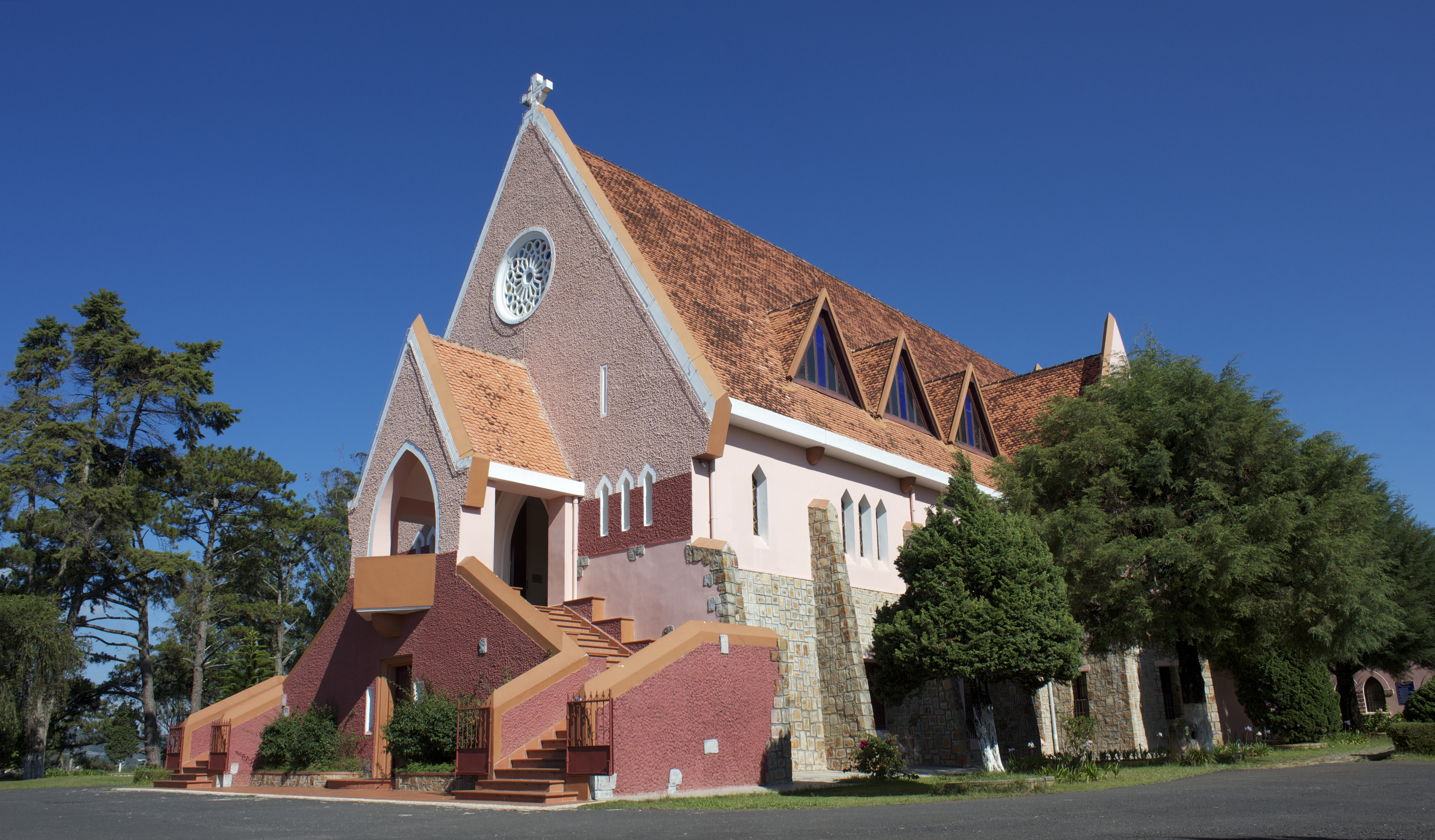
教会風景

ドメーヌ・ド・マリー教会 (英語：[Domaine de Marie]:フランス語: [dɔmɛn də maʁi], "Dominion of Mary"; ベトナム語: Mai Anh) は、ベトナムのダラット市にあるカトリック教会の修道院である。

## 歴史
修道院や教会を含む複合施設は、1940年に建設された。

## 建設

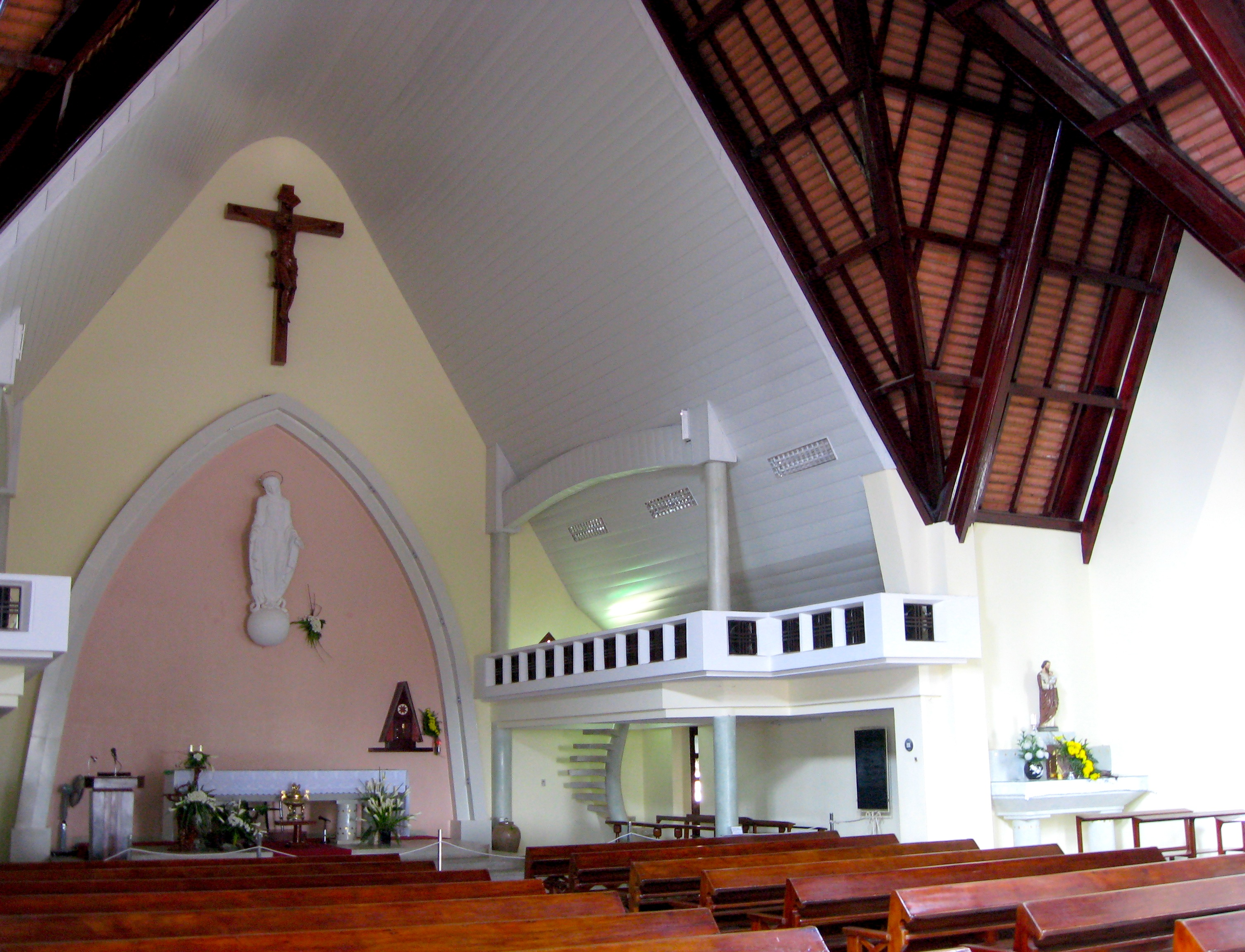
教会のインテリア

教会はダラットの丘の上にあり、17世紀のフランス建築を彷彿とさせるスタイルを採用している。

## 宗教利用

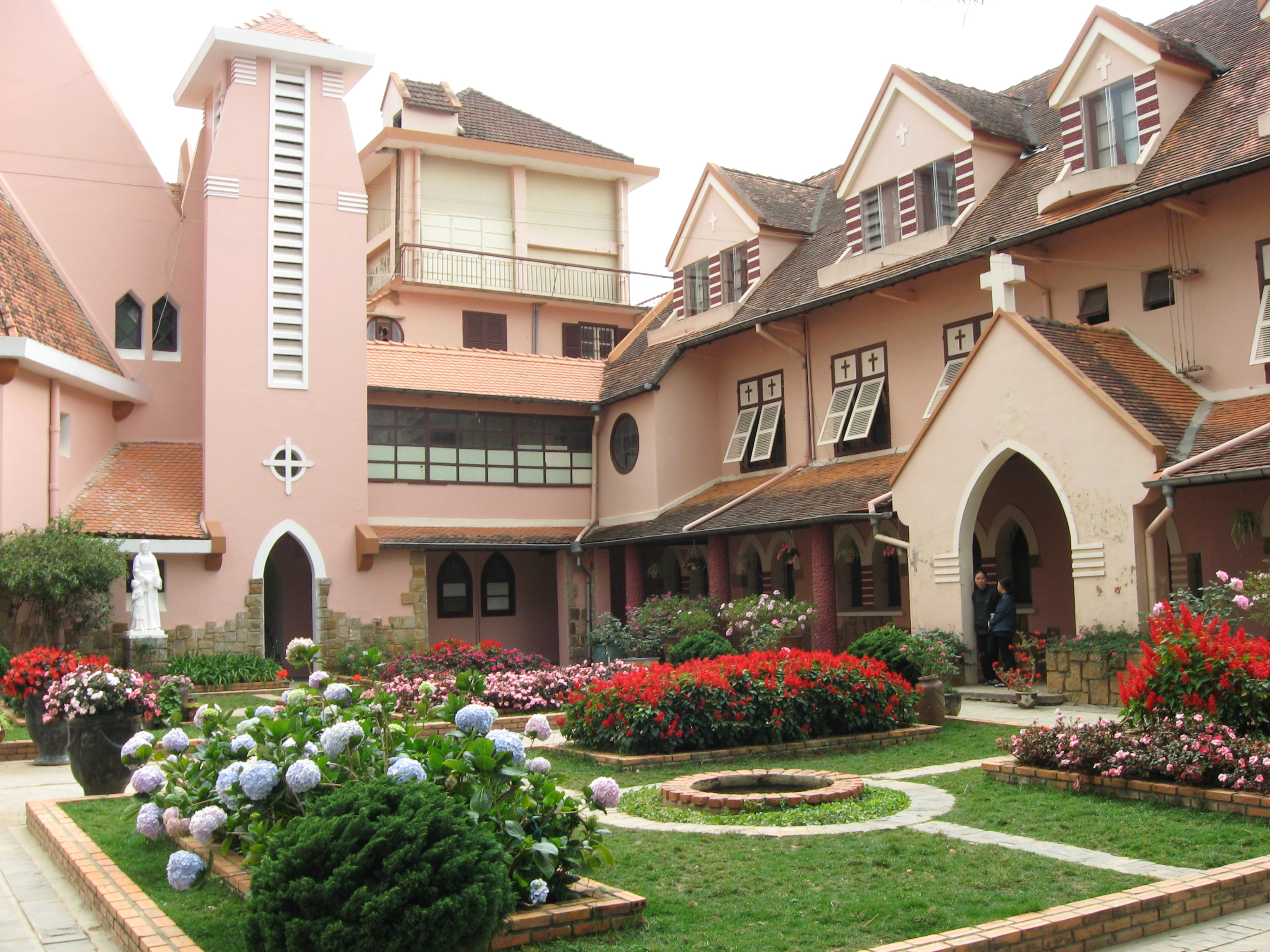
回廊と中庭

2007年の時点で、聖ビンセンシオ・ア・パウロの愛徳姉妹会の23人の修道女が、身体に障害がある多くの若い女性や子供たちと一緒に、修道院に住んでいる。 

## 礼拝
2015年現在、教会は平日の17:00と、日曜日の5:45と16:30に2回礼拝時間を設けている。礼拝時間には、観光客と一般の人々も見学することができる。

## 参照
1. 1 2 3  “Beauté de la cathédrale Domaine de Marie à Dalat” (フランス語). Vietnamplus.vn (2015年). 2015年11月16日閲覧。
2. 1 2  “À visiter - DALAT” (フランス語). Paradise Travel (2015年). 2015年11月16日閲覧。
3. 1 2  “LÃNH ĐỊA ĐỨC BÀ - NHÀ THỜ DOMAINE DE MARIE ĐÀ LẠT” (ベトナム語).   khachsandalat.net. 2015年11月16日閲覧。

座標: 北緯11度56分58秒 東経108度25分49秒 / 北緯11.9495度 東経108.4303度